# Idaho Panhandle

Idaho Panhandle

Das Idaho Panhandle (deutsch etwa „Idaho-Landzipfel“ oder „Idaho-Pfannenstiel“) ist eine aus zehn Countys bestehende Region im Norden des US-Bundesstaats Idaho. Der Landzipfel erreicht eine Länge von über 500 Kilometern und hat eine Breite von etwa 250 km, woraus sich eine Größe von 54.422 km² ergibt, die 25,4 % des Staatsgebietes ausmacht. Beim United States Census 2010 betrug die Einwohnerzahl im Panhandle 317.751 Einwohner, womit etwa 20,3 % der Bevölkerung Idahos dort leben.